# Aeneis

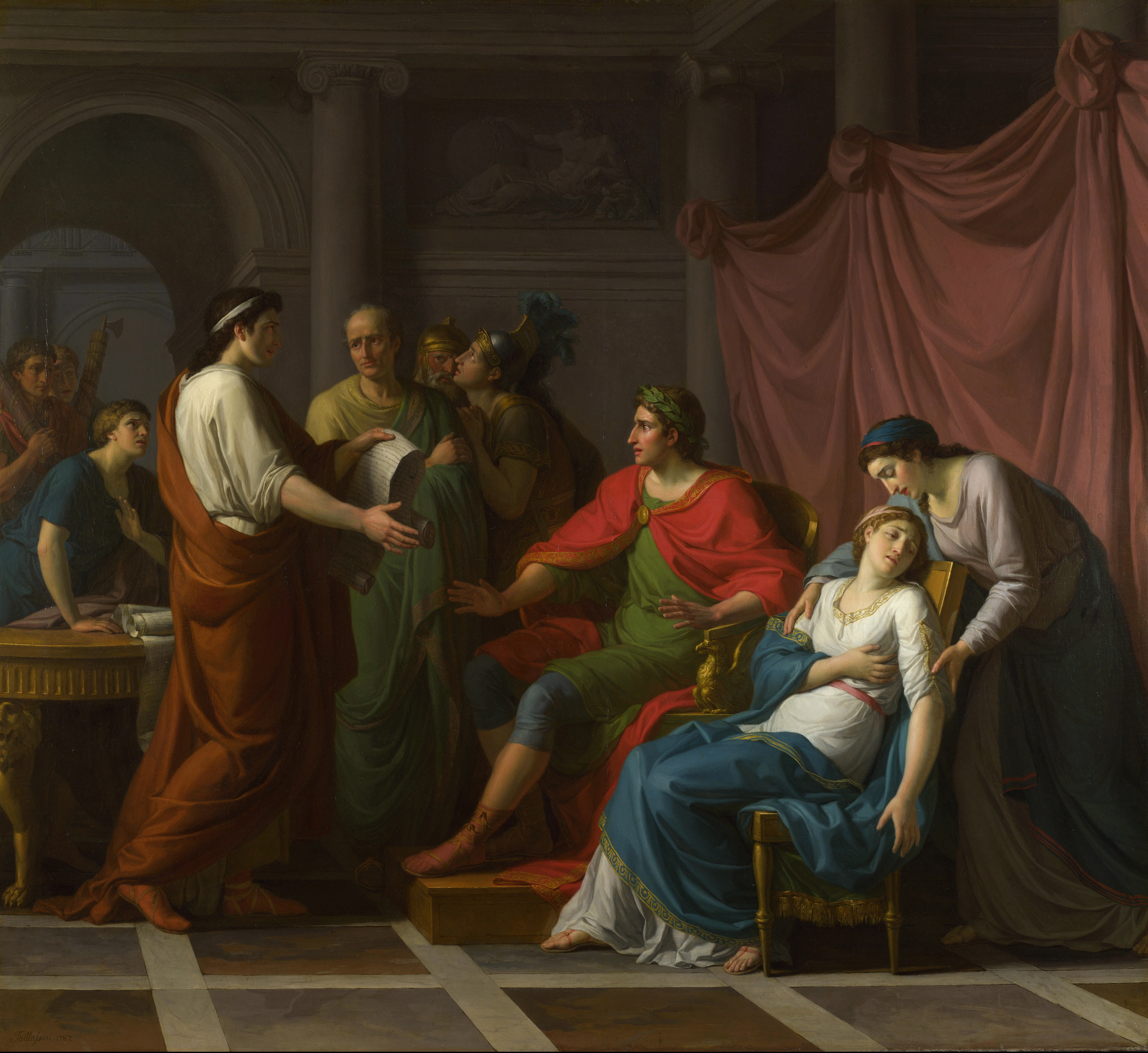
Vergil liest vor Augustus und Octavia aus der Aeneis (Historiengemälde von Jean-Joseph Taillasson, 1787)

Aeneis oder veraltet Äneide ist ein Epos, das der römische Dichter Vergil (70–19 v. Chr.) auf der Grundlage insbesondere der Homer zugeschriebenen Ilias und Odyssee gestaltete.
Es schildert die Flucht des mythologischen Aeneas aus dem brennenden Troja und seine Irrfahrten, die ihn schließlich nach Latium (heutiges Mittelitalien) führen, wo er in der Gegend von Torvaianica an Land gegangen sein soll und zum Stammvater der Römer wird. Die ganze Aeneis erzählt damit einen wichtigen Gründungsmythos des Römischen Reiches als Herkunftssage (Ansippung) an die Trojaner.
Vergil arbeitete ab 29 v. Chr. bis zu seinem Tode an dem Epos. Es besteht aus 12 Büchern mit insgesamt rund 10.000 hexametrischen Versen.
Die Aeneis ist ein Epos auf die Größe Roms und feiert die niemals endende Herrschaft (imperium sine fine) der Römer. Zugleich wirbt die Aeneis um Mitgefühl für die Opfer der römischen Vorherrschaft, die im Macht- und Intrigenspiel der Götter, im sinnlosen Aufbegehren der Göttin Juno gegen das Schicksal (fatum), ihr Leben lassen. In der Gestalt des Aeneas hat Vergil das Ideal des römischen Princeps dargestellt, des „ersten Bürgers“ als offizieller Titel der römischen Kaiser. Damit hat er einen Helden geschaffen, der sich nicht durch kriegerisches Draufgängertum auszeichnet, sondern durch sein Pflichtbewusstsein (pietas), das ihn alle eigenen Belange hintanstellen lässt. Aeneas ordnet sich bedingungslos seinem Ziel unter und zeigt starke Bindung an Autoritäten wie seinen Vater Anchises und an die Weisungen der Götter.

## Aufbau und Inhalt

Karte der Fahrt des Aeneas

Der Aufbau der Aeneis verbindet mehrere Gliederungskonzepte. Am auffälligsten ist die Aufteilung in eine „odysseische“ und eine „iliadische“ Hälfte: Die ersten sechs Bücher der Aeneis übernehmen viele Motive aus Homers Odyssee (zum Beispiel Seesturm, Irrfahrten, Abstieg in die Unterwelt). In den weiteren sechs Büchern, die die Kämpfe in Latium beschreiben, orientiert Vergil sich vornehmlich an der Ilias. Ferner gibt es Vierer-, Dreier- und Zweiergruppen.
Die Bücher 1 und 4 bilden einen Rahmen: Aeneas landet nach einem Seesturm, den Juno aus anhaltendem Zorn über das Urteil des Paris ihm und den entkommenen Trojanern geschickt hat, an der Küste Karthagos. Dort wird er von Königin Dido gastlich aufgenommen. Seine Mutter Venus möchte weitere Irrfahrten verhindern und sorgt deshalb dafür, dass sich Dido in den Gast verliebt. Zu diesem Zweck lässt sie den Liebesgott Amor die Gestalt von Aeneas’ Sohn Ascanius annehmen; dieser wird von Venus eingeschläfert und an ihren Kultort Idalium gebracht. Als sich Amor in Gestalt von Ascanius beim abendlichen Gastmahl auf Didos Schoß setzt, „vergiftet“ er die Königin mit Liebesleidenschaft zu Aeneas (Liebe wird als Gift und zerstörerische Flamme dargestellt).

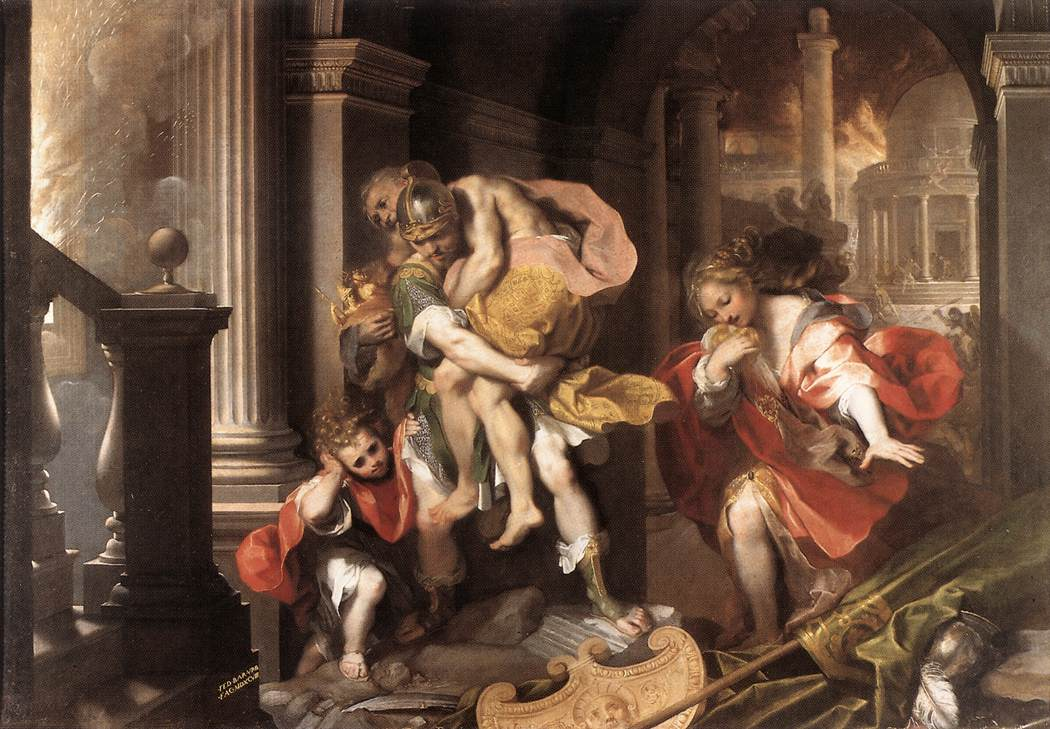
Federico Barocci: Aeneas’ Flucht aus Troja, 1598

In den Büchern 2 und 3 erzählt Aeneas bei diesem Gastmahl am Hofe Didos rückblickend vom Untergang Trojas und seinen Irrfahrten.
Im 2. Buch berichtet Aeneas vom Untergang Trojas und von seiner Flucht aus der brennenden Stadt. Auslöser für die Niederlage der Trojaner war eine Kriegslist der Griechen, die ein riesiges hölzernes Pferd erbauen und mit Kriegern im Bauch vor den Mauern der Stadt, getarnt als Weihegeschenk, stehen lassen, während sie sich auf der nahe gelegenen Insel Tenedos verbergen.
Erfreut über den vermeintlichen Abzug der Griechen, bewundern die Trojaner das zurückgelassene Pferd. Einige von ihnen wollen es in die Stadt ziehen, während andere dazu raten, es zu zerstören oder den Hohlraum des Bauchs zu untersuchen. Der Priester Laokoon warnt eindringlich vor einer möglichen List der Griechen und verweist darauf, dass man Odysseus kennen sollte und dass Geschenke der Danaer immer zu fürchten seien; dann schleudert er seine Lanze in die Flanke des Pferds, wo sie stecken bleibt. Die im Bauch versteckten Griechen werden beinahe enttarnt, doch das Schicksal lenkt die Trojaner ab.
Hirten bringen einen gefesselten jungen Mann zum König Priamus. Der gefangene Grieche Sinon behauptet, dass er von den Griechen als Menschenopfer für das Gelingen der Rückfahrt ausgewählt worden sei, ihm aber sei es gelungen, zu fliehen. Das Pferd sei als Weihegeschenk für Minerva bestimmt und auf Anweisung des Sehers Kalchas so groß gebaut, damit es nicht durch das Tor in die Stadt gebracht werden könne, weil es dort Troja unbesiegbar machen würde. Es gelingt Sinon, die Trojaner von seinen Lügengeschichten zu überzeugen.
Während Laokoon einen Stier als Opfer für Neptun schlachtet, kommen von Tenedos her zwei furchterregende Schlangen über das Meer zur Küste und streben auf Laokoon zu. Sie fallen zuerst über seine beiden kleinen Söhne her und umschlingen dann Laokoon und besudeln seine Priesterbinden mit Gift und Geifer, worauf dieser wie ein schlecht getroffener Opferstier entsetzliche Schreie ausstößt.
Die Trojaner sind nun überzeugt davon, dass Laokoon dafür bestraft wurde, dass er das geweihte Pferd mit seiner Lanze verletzt hat, und beschließen, das riesige Pferd in die Festung zum Tempel zu bringen. Sie schlagen eine Bresche in die Mauer, legen Rollen unter die Füße des Pferdes und ziehen es mit Seilen in die Stadt. Auch Kassandra warnt vor dem Pferd, doch wird ihr, wie vorbestimmt, kein Glauben geschenkt.
Als es Nacht wird, kommen die Griechen mit ihren Schiffen von Tenedos zurück. Sinon öffnet den Bauch des Pferdes und die darin versteckten Krieger lassen sich an Seilen herab, dringen in die Stadt ein und erschlagen die Wachen, dann holen sie ihre Gefährten durch die geöffneten Tore.
Währenddessen erscheint dem schlafenden Aeneas im Traum Hektor, schwer verwundet und weinend, und fordert ihn auf, Troja zu verlassen und sich und die Penaten Trojas zu retten. Er werde schließlich nach Durchirren des Meeres eine große Stadt gründen. Aeneas erwacht vom lauten Kampfgetöse und sieht vom Dach seines Hauses, das etwas abseits des Stadtkerns liegt, die tobende Schlacht. Er stürzt sich in den aussichtslosen Kampf und kann zwar kleinere Erfolge erringen, verliert aber viele seiner Mitstreiter. Er greift in die gewaltige Schlacht um den Palast des Priamus ein und es gelingt ihm zunächst, eine große Anzahl von Griechen zu überwältigen, indem er einen hohen Turm zum Einsturz bringt, doch es rücken weitere Griechen nach und sie dringen schließlich in den Palast ein.
Hekuba flüchtet mit ihren Töchtern zu einem großen Altar im Innenhof des Palasts und fordert den greisen Priamus, der sich trotz seiner Gebrechlichkeit noch bewaffnet hat, auf, sich auch in den Schutz des Altars zu begeben. Neoptolemus, der Sohn Achills, tötet nach einer längeren Verfolgungsjagd durch den Palast Polites, einen Sohn des Priamus, vor den Augen seiner Eltern. Priamus beschimpft Neoptolemus in einer zornigen Rede und wirft kraftlos seine Lanze gegen ihn. Dieser zerrt Priamus zum Altar und tötet ihn mit dem Schwert.
Aeneas, der dies vom Dach des Palasts mitansehen musste, ist entsetzt über die Lage Trojas. Seine Mutter Venus erscheint ihm, erinnert ihn an seine Familie und offenbart, dass mächtige Götter die Griechen im Kampf unterstützen, so dass sein Kampf aussichtslos sei. Sie fordert ihn auf zu fliehen und geleitet ihn zum Haus seines Vaters Anchises.
Anchises weigert sich, mit seiner Familie zu fliehen, da er nach Trojas Untergang nicht weiterleben will. Ohne ihn will jedoch Aeneas nicht fliehen, er bereitet sich darauf vor, erneut in den Kampf zu ziehen. Anchises wird umgestimmt, als er ein göttliches Zeichen in Gestalt einer harmlosen Flamme auf dem Kopf des kleinen Ascanius erblickt und nach seiner Bitte an Jupiter, dies zu bestätigen, krachender Donner zu hören ist und ein Stern vom Himmel gleitet, der eine leuchtende Spur über den Giebel des Hauses zum Idagebirge zieht.
Aeneas vereinbart mit seinen Dienern einen Treffpunkt an einem uralten Tempel der Ceres vor den Toren der Stadt, nimmt Anchises, der die heiligen Penaten trägt, auf seine Schultern und Ascanius an der Hand und verlässt das Haus, dicht gefolgt von seiner Frau Krëusa. Beim Tempel der Ceres angekommen, bemerkt er, dass Krëusa fehlt. Er eilt in die eroberte Stadt zurück, um seine Frau zu suchen. Krëusa erscheint ihm als Schatten und prophezeit ihm, dass ihn nach langen Irrfahrten ein neues Glück mit einem neuen Königreich und einer Prinzessin als Gemahlin erwarte. Sie fordert ihn auf, seine Flucht ohne sie fortzusetzen, ihr selbst sei es vorbestimmt, in Troja zu bleiben. Dreimal versucht er, Krëusa festzuhalten, doch es gelingt ihm nicht.
Am Ende der Nacht kehrt Aeneas zu seinen Gefährten zurück und findet zahlreiche neue Begleiter vor, Frauen und Männer, die sich ihm anschließen wollen und bereit sind, ihm als Siedler übers Meer in ein neues Land zu folgen. Sie ziehen fort in Richtung Gebirge, Aeneas trägt seinen Vater auf den Schultern.
Im 3. Buch berichtet Aeneas von seiner bisherigen Reise (von Troja nach Karthago):
Nach der Abfahrt aus dem zerstörten Troja landet Aeneas zunächst in Thrakien, wo er eine Stadt nach seinem Namen zu gründen gedenkt. Doch als er die für das Opfer nötigen Zweige einiger Sträucher auf einem nahe gelegenen Hügel ausreißen möchte, tropft Blut aus ihnen hervor. Aeneas befindet sich auf einem Grabhügel, wie die Stimme des Bestatteten verrät – es handelt sich um Polydorus, einen jungen Sohn des Priamus –, die aus dem Inneren des Hügels dringt; die Zweige sind die Speere, mit denen der thrakische König Polymestor ihn ermordet hat. In der Versammlung wird der Beschluss gefasst, den Landsmann ordentlich zu bestatten und daraufhin das befleckte Land zu verlassen.
Auf Delos werden die Trojaner von König Anius empfangen; der dortige Orakelgott Apollo trägt den Trojanern auf, ihre „alte Mutter“ (antiqua mater) zu suchen; dort werde ihren künftigen Generationen die Weltherrschaft zuteil. Anchises, der Vater des Aeneas, deutet den Spruch auf die Kultheimat der Großen Mutter (Magna Mater) Kybele, nämlich Kreta, wohin die Trojaner auch gleich aufbrechen.
Die neu gegründete Stadt auf Kreta wird jedoch bald von einer Seuche heimgesucht, einer gefährlichen Dürre im Hochsommer; Tiere und Menschen lassen ihr Leben. Als Anchises eine Rückkehr zum Orakelgott erwägt, erscheinen nachts dem Aeneas im Auftrag des Apollo die Penaten, die Staatsgötter, und berichten ihm vom Unwillen des obersten Gottes Jupiter: Hier auf seiner Insel sei es ihnen nicht vergönnt zu bleiben, sie sollen vielmehr ihre Fahrt fortsetzen und Hesperien, auch Italien genannt, suchen.
Nach der Abfahrt aus Kreta geraten die Trojaner in einen dreitägigen Seesturm, der ihnen jede Orientierung raubt. Am vierten Tag landen sie auf den Strophaden, wo sie unbeaufsichtigte Rinder- und Kleintierherden vorfinden. Ausgehungert schlachten sie sie als Opfer für Jupiter und machen sich ans Schmausen; da greifen die Harpyien an und beflecken die Speisen mit ihren Ausscheidungen. Wiederholte Opferversuche werden durch immer neue Angriffe der widerlichen Vogelwesen vereitelt. Da entschließt sich Aeneas zum Krieg und legt einen Hinterhalt; mit dieser List werden die Harpyien zurückgetrieben, doch eine von ihnen namens Celaeno prophezeit ihnen mit Berufung auf die höchsten Autoritäten Apollo und Jupiter fluchartig eine schlimme Hungersnot bei ihrer Ankunft in Italien: sie werden sogar Tische verzehren müssen.
Nach Ithaka, der Heimat ihres Erzfeindes Odysseus, die sie im Vorbeifahren verfluchen, gelangen die Trojaner an den Strand von Actium, wo Aeneas Wettspiele veranstaltet und am dortigen Apollotempel den Schild des Griechen Abas weiht. (Die Station verweist implizit auf die Bedeutung des Orts als Schauplatz der Schlacht bei Actium.)
Um die Zeit des Wintereinbruchs kommen die Trojaner dann in Buthrotum an; dort hat Helenus, ein Sohn des Priamus, die Herrschaft über die Griechen übernommen, ihm zur Seite steht Andromache, die Witwe des vor Troja im Zweikampf gegen Achilleus gefallenen Hektor, des Bruders des Helenus. Ihr begegnet Aeneas zuerst, als sie gerade am Kenotaph ihres früheren Mannes opfert. Als sie die Trojaner erblickt, bricht sie in eine Art hysterischen Anfall aus und hält Aeneas zunächst für einen Geist. Erst allmählich kehrt ihre Besinnung zurück, und sie berichtet von ihrem Schicksal nach dem Fall Trojas – zunächst Sklavin und Bettgenossin des Pyrrhus, dann Gemahlin des Helenus. Da kommt Helenus herbei und zeigt ihnen die Stadt: eine Replik Trojas, komplett mit Burg und gleichnamigen Flüssen. Aeneas umarmt weinend die Pfosten der Scheinheimat. Nach Tagen der Bewirtung gemahnen günstige Winde zur Abfahrt. Helenus erteilt dem Aeneas in seiner Funktion als Priester des Apollo eine ausgedehnte Prophezeiung über den weiteren Fahrtverlauf und wie er sich zu verhalten habe. Insbesondere ein Opfer an Juno vor der Überfahrt von Sizilien nach Italien wird ihm nahegelegt. Nach Geschenken und Abschiedsworten setzen die Trojaner in einer nächtlichen Fahrt vom Fuße des Kerauniagebirges an die Ostküste Italiens über.
Freudig begrüßen die Trojaner von See aus die neue Heimat. Doch es kann kein Bleiben geben: Wie sie von Helenus erfahren haben, ist die Gegend von feindlich gesinnten Griechen besiedelt. Nach einem Opfer an Juno und Minerva am Tempel in Castrum Minervae und einem Omen von vier weißen Pferden, das Krieg, aber letztendlich auch Frieden verheißt, fahren die Trojaner Richtung Sizilien.
An der Straße von Messina gewahren die Trojaner die Rauchschwaden des Ätna und steuern den Anweisungen des Helenus zufolge hart links, um Scylla zu entgehen; sie geraten jedoch in die Charybdis und werden gegen Nacht orientierungslos an die Gestade der Kyklopen gespült. Dort begegnen sie am nächsten Tag dem verwahrlosten Achaemenides, einem Gefährten des Odysseus, der von diesem in der Höhle des Kyklopen Polyphem zurückgelassen wurde. Er bittet die Trojaner, ihn mitzunehmen, obwohl er Gefährte ihres bitteren Feindes sei, um ihn vor den Ungeheuern zu retten. Anchises reicht dem einstigen Feind die Hand. Gerade noch rechtzeitig entkommen sie durch eilige Abfahrt dem Polyphem, der einen gewaltigen Schrei ausstößt, als er sie nicht mehr erreichen kann. Da eilen die anderen Kyklopen herbei und bleiben drohend am Gestade stehen, ohne dass auch sie etwas ausrichten könnten.
Achaemenides führt sie nun an den Städten Siziliens vorbei. In Drepanum (heute Trapani) an der Westküste Siziliens stirbt Anchises, der Vater des Aeneas, unerwartet an Erschöpfung. Die Erzählung erreicht hier eine bemerkenswerte Kürze: Weder von der Bestattung des Vaters noch von der gastlichen Aufnahme durch Acestes berichtet Aeneas genau. Von Drepanum aus verschlug „ein Gott“ ihn nach Karthago, so endet der Held seine Erzählung.

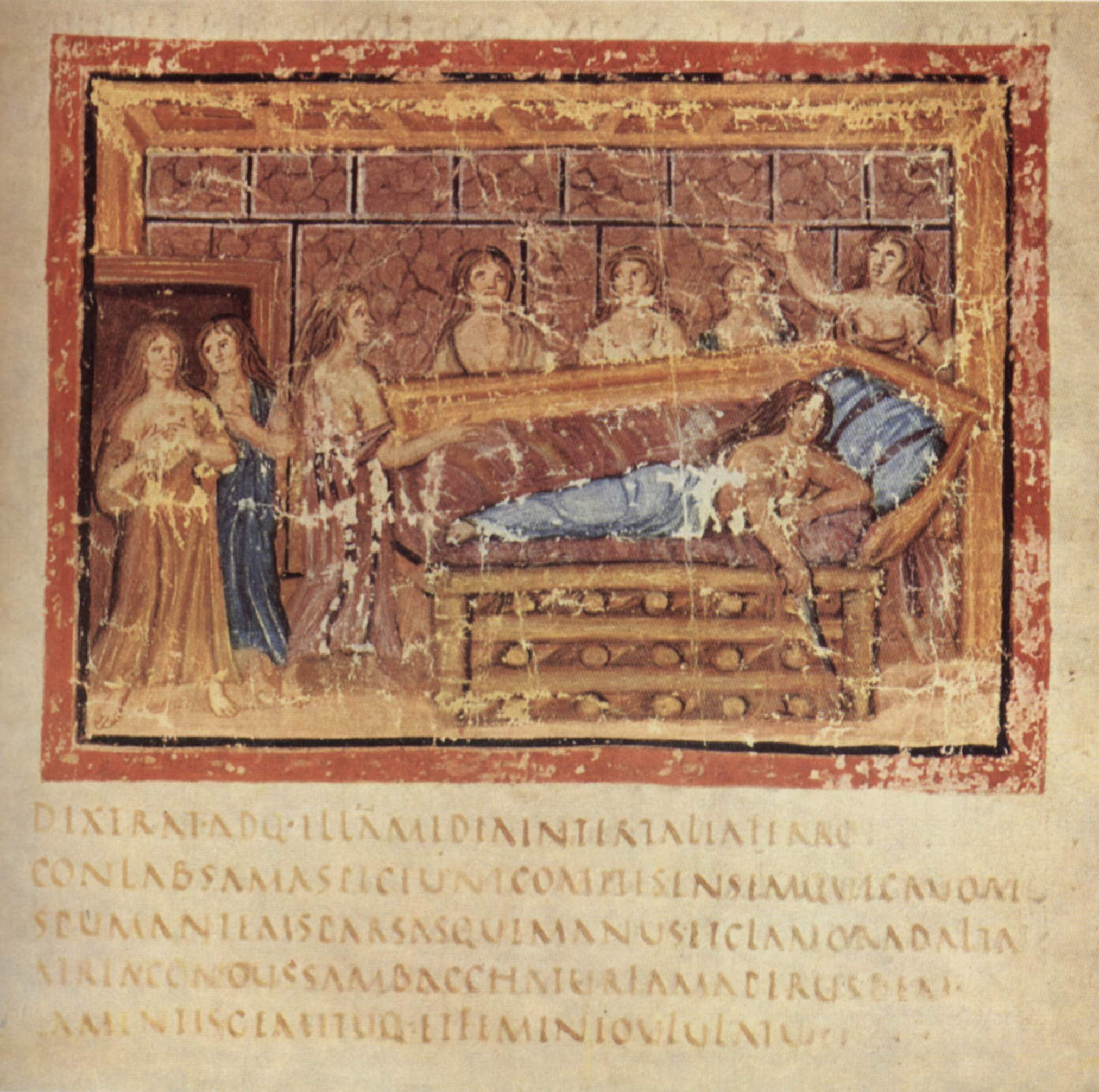
Der Tod Didos, Illustration um 400 n. Chr. (Vergilius Vaticanus)

Im 4. Buch entbrennt Dido offen für Aeneas. Venus und Juno, die Beschützerin Didos, schließen ein Zweckbündnis, und es kommt während eines Unwetters bei einer Jagd zur Liebesvereinigung in einer Höhle, begleitet von einer Art kosmischer Parodie eines Hochzeitsritus. Aeneas und Dido werden ein Paar; Dido nennt ihr Zusammensein „eheähnliche Verbindung“ (coniugium im Gegensatz zu conubium, der Rechtsform der Ehe), verbrämt damit aber, so der Dichter, nur ihre Schuld: denn sie hat geschworen, ihrem ermordeten Gatten Sychaeus eine univira (Frau eines Mannes) zu bleiben. Das Gerücht von der Affäre gelangt schließlich zu den Ohren Jupiters. Der sendet Mercurius los, um Aeneas an seinen Schicksalsauftrag zu erinnern. Aeneas gehorcht sofort und rüstet zur Abfahrt. Als Dido davon erfährt, macht sie ihm verzweifelte Vorhaltungen. Aeneas aber bleibt fest. Heimlich reist er ab. Darauf tötet Dido sich selbst auf einem Scheiterhaufen mit einem Schwert, einem Geschenk des Aeneas. Doch zuvor schwört sie selbst Rache, beschwört einen Rächer herauf und schafft so die Grundlage für den späteren Konflikt zwischen Rom und Karthago (Punische Kriege). Das Buch schließt mit dem Tod der karthagischen Königin: Juno erbarmt sich ihres langen Todeskampfes und entsendet die Götterbotin Iris. Diese steigt in einem Regenbogen herab und schneidet Dido eine Locke ab, um sie der Unterwelt zu weihen. Da verlässt den Körper die Lebenswärme.
Das 5. Buch wird gerne als das „Buch der Spiele“ bezeichnet und beschreibt den zweiten Aufenthalt des Aeneas auf Sizilien.
Am Anfang des Buchs befindet sich Aeneas mitten auf dem Meer, von wo er den Schein des nun bereits brennenden Scheiterhaufens Didos erblickt: ein böses Omen, dessen genauer Bedeutung er sich jedoch nicht sicher sein kann. Ziel der Fahrt ist wieder Italien, doch Aeneas wird erneut durch einen Seesturm gezwungen, den Kurs zu ändern und nach Sizilien zurückzukehren, wo er vom dortigen König Acestes freundlich aufgenommen wird.
Anlässlich des Todestages seines Vaters, den er hier vor einem Jahr bestattet hat, opfert Aeneas am Grab. Eine Schlange zeigt sich und frisst die auf den Altären dargebotenen Speisen. Unschlüssig, ob es sich um eine Grabesschlange oder den Genius des Ortes handelt, nimmt Aeneas sie doch als günstiges Zeichen. Zudem hält der Held Leichenspiele mit Agonen in Rudern, Wettlauf, Boxkampf, Bogenschießen ab, die einen großen Teil des Buchs einnehmen. Zuletzt und als Überraschung lässt Aeneas das so genannte Trojaspiel (Troiae ludus), eine Reiterparade der trojanischen Jünglinge, aufführen.
An diesem Höhepunkt der Festlichkeiten entsendet die immer noch von Schmerz erfüllte Göttin Juno die Botin Iris, Göttin des Regenbogens. Diese erblickt die trojanischen Mütter, die den Spielen nicht beiwohnen dürfen und stattdessen auf einer Klippe um Anchises klagen; der Wunsch nach einer Stadt und dem Ende der Irrfahrten wird laut. Iris nimmt die Gestalt der erkrankten und daher nicht anwesenden Beroe an und mischt sich unter die Mütter. In einer Trugrede berichtet sie, dass ihr Cassandra im Traum dazu geraten habe, die Schiffe zu verbrennen, da hier das Ziel der Reise erreicht sei, worauf sie auch gleich eine Fackel auf die Schiffe wirft. Da ergreift Pyrgo, die Amme des Priamus, das Wort und verweist darauf, dass die echte Beroe erkrankt sei – sie habe sie eben erst besucht – und dass diese hier in vielem einer Göttin ähnele. Noch sind die Mütter unschlüssig, da gibt sich Iris in einem eindrucksvollen Abgang mit Regenbogen endgültig als Göttin zu erkennen. Die Mütter geraten in Raserei und setzen mit den Fackeln von den Altären Neptuns die Flotte in Brand. Als die beim Trojaspiel versammelten Männer den Rauch aufsteigen sehen, reitet Ascanius, der das Trojaspiel anführte, auf seinem Pferd zur Flotte und kann die Mütter zur Besinnung bringen und „von Juno befreien“. Doch erst als Aeneas den höchsten Gott Jupiter um Hilfe bittet, der als Antwort auf das Gebet des Helden einen gewaltigen Regenguss auf die Flotte niedergehen lässt, wird das Feuer gelöscht. Von den Schiffen sind vier verloren. Aeneas scheint nun gezwungen, den überschüssigen Teil seiner Gefolgschaft auf der Insel zurückzulassen und eine Stadt für sie zu gründen; so auch sein älterer Ratgeber Nautes. Doch ist Aeneas noch immer zwischen Weiterfahrt und Bleiben hin- und hergerissen. Da erscheint ihm in der Nacht der Geist seines Vaters Anchises, bekräftigt den Ratschlag des Nautes mit dem Hinweis, dass in Latium ein kriegerisches Volk zu besiegen sei und daher nur die Stärksten mitfahren sollten, und gibt seinem Sohn den Auftrag, ihn im Elysium zu besuchen, wo er ihm Näheres erzählen könne. Aeneas gründet nun die Stadt und benennt sie nach Acestes, ihrem Herrscher (gemeint ist das historische Segesta).
Nach einem tränenreichen Abschied von den Müttern, die nun doch gerne mitkommen wollten, segelt die Flotte nach Italien ab. Venus kann in einem Göttergespräch bei dem Aeneas freundlich gesinnten Meeresgott Neptun erwirken, dass die Fahrt gefahrlos verläuft, doch kündigt dieser an, dass ein Mensch sein Leben lassen wird: unum pro multis dabitur caput („ein Haupt wird anstelle von vielen hingegeben werden“). Auf der nächtlichen Überfahrt – die Mannschaft schläft, die Winde treiben die Flotte von selbst – erscheint gegen Mitternacht Somnus, der Gott des Schlafs, bei dem immer wachsamen und dem Meer gegenüber misstrauischen Palinurus, dem Steuermann des Flaggschiffs, schläfert ihn ein und stößt ihn mitsamt dem Steuer ins Meer. Als Aeneas es merkt – sie fahren gerade an den Gestaden der Sirenen vorüber –, übernimmt er selbst das Steuer und klagt unter Tränen um den verlorenen Gefährten.
Nach der Landung an der Westküste Italiens (Buch 6) steigt Aeneas mit der Sibylle von Cumae in die Unterwelt ab, wo die sogenannte Heldenschau stattfindet. Indem Anchises ihm dort die bedeutendsten Männer der römischen Zukunft vorstellt, erfährt er von der künftigen Größe und dem Geschichtsauftrag Roms, der Stadt, die aus seiner Gründung entstehen wird. Außerdem begegnet er dort der durch Suizid gestorbenen Dido, die ihn jedoch ignoriert. Sie ist noch immer von der tiefen Wunde gezeichnet.
Mit Buch 7 beginnt die Geschichte der Kämpfe des Aeneas. Er landet in Latium, dem verheißenen Land, und wird dort von König Latinus freundlich aufgenommen. Latinus verspricht ihm seine Tochter Lavinia zur Frau. Juno interveniert mittels der Furie Allecto und hetzt den Fürsten der Rutuler, Turnus, der seinerseits Lavinia begehrt, zum Krieg gegen Aeneas auf.

Die Waffenlieferung von Venus an Aeneas, der gerade den Schild betrachtet, auf dem die Ereignisse der römischen Geschichte dargestellt sind: Radierung von Pietro Testa um 1640

In Buch 8 sucht Aeneas auf den Ratschlag des Flussgottes Tiberinus Verbündete bei Euandros von Arkadien, der an der Stätte des zukünftigen Rom siedelt, und im Anschluss daran auch bei den noch weiter nördlich gelegenen Etruskern, die gegen ihren grausamen Tyrannen Mezentius, einen Mitstreiter des Turnus, aufbegehren. Außerdem erhält Aeneas von seiner Mutter Venus einen von Vulcanus gefertigten Schild, auf dem wichtige Ereignisse der römischen Geschichte dargestellt sind (die sogenannte Schildbeschreibung, s. a. Ekphrasis).
Währenddessen (Buch 9) geraten die Trojaner in größte Gefahr: Juno entsendet Iris, die Turnus auf die günstige Gelegenheit hinweist, in der Abwesenheit des Aeneas gegen das Lager der Trojaner zu ziehen. Turnus greift mit dem vollen Truppenaufgebot an, und als sich ihm niemand auf offenem Feld stellt – so der Auftrag des Aeneas –, macht er sich daran, die Flotte in Brand zu stecken. Da greift Cybele mit Zustimmung Jupiters ein und rettet die Schiffe, die aus den Fichten ihres Heiligen Hains am Ida gefertigt wurden, indem sie sie in Nymphen verwandelt. Turnus deutet das Zeichen dennoch zuversichtlich gegen die Trojaner.
In der Nacht versucht das Freundespaar Nisus und Euryalus, das schon im Wettlauf des 5. Buchs auftrat, in einem Ausfall die Nachricht von der Belagerung zu Aeneas zu bringen, der ja fern vom Lager bei den Etruskern ist. Die beiden richten im feindlichen Lager ein Blutbad an. Später werden sie jedoch von einer berittenen Verstärkung des Feindes am Glänzen eines erbeuteten Helms entdeckt. Sie sterben den Heldentod, ihre abgeschlagenen Köpfe werden auf Lanzen aufgespießt und am nächsten Tag vor den Augen der entsetzten Trojaner vorgeführt. Die Klagen der Mutter des Euryalus stellen eine Gefährdung für die Moral der Truppe dar; sie wird rechtzeitig beiseite geführt. Im Laufe der anschließenden Kämpfe kann Turnus ins Lager eindringen, jedoch allein; er wird erfolgreich zurückgeschlagen und rettet sich mit einem Sprung in den Tiber.

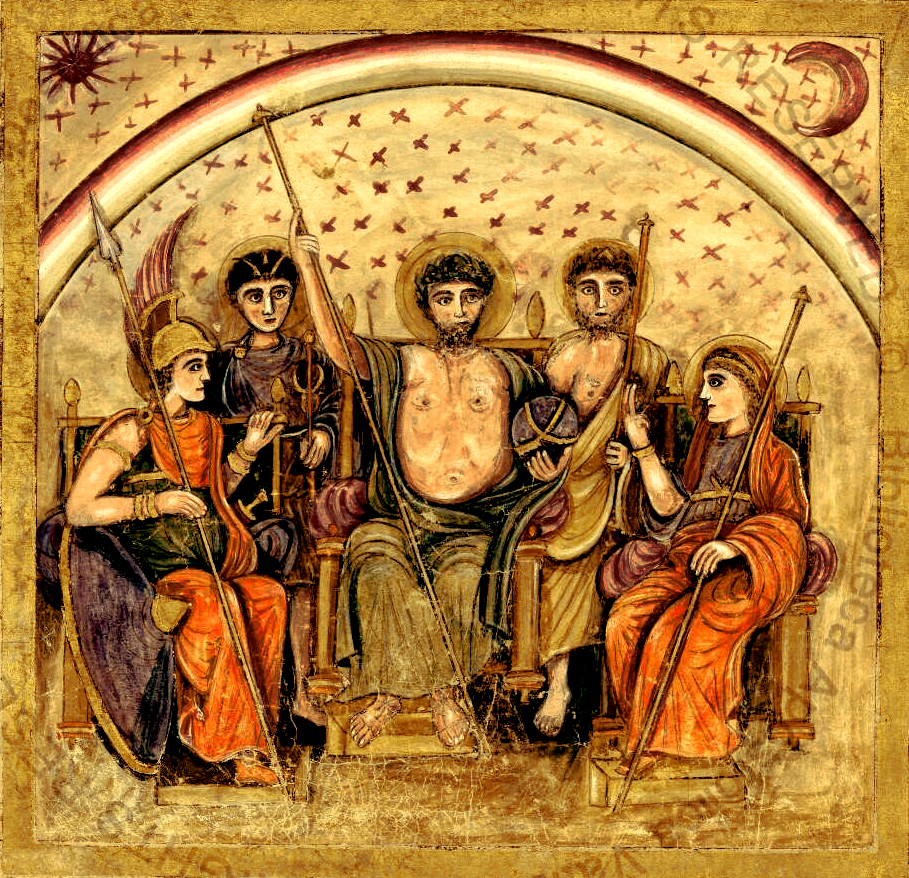
Rat der Götter. Illustration in einem spätantiken Codex (Vergilius Romanus)

In Buch 10 beendet Jupiter eine Götterversammlung damit, dass er den Kampfparteien freie Hand gibt: Das Schicksal wird seinen Weg finden. Das Kriegsglück wendet sich für die Trojaner: Aeneas kommt zurück und verteidigt das Lager. Dabei stirbt Pallas, der jugendliche Sohn des Euandros, im Kampf gegen Turnus.
Buch 11 berichtet von Leichenfeiern und einem Waffenstillstand, daneben von weiteren Kämpfen unter vermehrtem Einsatz von Kavallerie, in denen die amazonenhafte Kriegerin Camilla auf italischer Seite ins Zentrum der Darstellung rückt.
Im letzten Buch greift Juno anfangs noch einmal für Turnus ein. Danach kommt es aber zum entscheidenden Zweikampf zwischen ihm und Aeneas. Aeneas siegt; Turnus fleht um Gnade. Aeneas hält inne; da fällt sein Blick auf das Wehrgehenk, das Turnus dem getöteten Pallas abgenommen hat, und zornentflammt tötet er den besiegten Gegner.

## Textbeispiel: Das Ende derAeneis(12, 940–952)
Et iam iamque magis cunctantem flectere sermo

coeperat, infelix umero cum apparuit alto

balteus et notis fulserunt cingula bullis

Pallantis pueri, victum quem vulnere Turnus

straverat atque umeris inimicum insigne gerebat.

ille, oculis postquam saevi monimenta doloris

exuviasque hausit, furiis accensus et ira

terribilis: ’tune hinc spoliis indute meorum

eripiare mihi? Pallas te hoc vulnere, Pallas

immolat et poenam scelerato ex sanguine sumit.

hoc dicens ferrum adverso sub pectore condit

fervidus; ast illi solvuntur frigore membra

vitaque cum gemitu fugit indignata sub umbras.

„Und schon mehr und mehr hatte Turnus’ Rede begonnen, Aeneas in seinem Zögern umzustimmen, da geriet ihm oben an der Schulter der unglückselige Schwertgurt in den Blick, und mit wohlbekannter Verzierung glänzte das Wehrgehenk des jungen Pallas, den, schon besiegt, Turnus mit dem Todesstoß niedergestreckt hatte; und jetzt trug der den Schmuck des Gegners auf der Schulter!
Und Aeneas sprach, nachdem er mit seinen Augen dieses Mahnmal für seinen grausamen Schmerz, die Kriegsbeute, erfasst hatte, von rasendem Zorn entbrannt schrecklich: „Sollst du, mit Beutestücken von meinen Leuten bekleidet, mir entkommen? Pallas, Pallas opfert dich mit diesem Stoß und nimmt Rache an Verbrecherblut!“
Und indem er dies spricht, stößt er wütend das Schwert in die ihm zugewandte Brust; doch jenem erschlaffen in Todeskälte die Glieder, und seufzend flieht empört sein Leben zu den Schatten.“

## Vergils Quellen
Die wichtigsten Vorlagen für die Aeneis sind die homerischen Klassiker Ilias und Odyssee. Viele Haupt- und Nebenmotive, ja ganze Textpassagen sind eng an Homer angelehnt (beispielsweise Aeneas im Seesturm und das Beinahe-Ertrinken des Achilleus in einem Fluss). Dabei geht es Vergil nicht um bloßes Nachahmen, sondern um künstlerischen Wettstreit. Auch aus diesem Grund fasst er die je 24 Bücher Homers auf genau zwölf zusammen.
Neben Homer spielt auch das hellenistische Epos Argonautika des Apollonios von Rhodos (295–215 v. Chr.) eine große Rolle. Am deutlichsten wird dies in der Gestaltung der Liebeserzählung zwischen Dido und Aeneas nach derjenigen zwischen Iason und Medea. Dies ist wohl auch in der lateinischen Übersetzung des Publius Terentius Varro (82–35 v. Chr.) der Fall, die bis auf wenige Fragmente verloren ist.
Die wichtigsten lateinischen Vorlagen sind das Bellum Poenicum des Gnaeus Naevius und besonders die Annales des Ennius. Die Annales sind zur Zeit Vergils das klassische römische Epos. Ennius wird an zentralen Stellen teilweise wörtlich zitiert. Die Aeneas-Sage findet sich auch in Naevius’ Bellum Poenicum. Dort steht sie aber nicht im Vordergrund, sondern wird als Ursache angeführt für die Punischen Kriege, eine Serie von drei Kriegen der Antike (264 bis 146 v. Chr.) zwischen der See- und Handelsmacht Karthago und dem jungen Römischen Reich. Die Annales des Ennius unterscheiden sich vom Bellum Poenicum und der Aeneis besonders darin, dass keine Beschränkung auf ein einziges Thema vorliegt, sondern sie ein fortlaufendes Gedicht bilden.

## Entstehungsgeschichte derAeneis
Bereits in den Georgica, einem zwischen 37 und 29 v. Chr. verfassten Lehrgedicht Vergils, findet sich eine Andeutung auf seine Absicht, ein Epos zu schreiben. Es heißt dort (Georg. III 46–48):
Mox tamen ardentis accingar dicere pugnas / Caesaris et nomen fama tot ferre per annos / Tithoni prima quot abest ab origine Caesar
(„Aber dann rüst’ ich mich bald, die heißen Schlachten zu singen / Cäsars, daß sein Name so viele Jahre durchtöne, / Als von Tithonus an bis herab auf Cäsar er zählet.“ Übersetzung: Johann Heinrich Voß).
Augustus, erster römischer Kaiser, war an diesem Vorhaben sehr interessiert und bat um Entwürfe. Vergil soll zunächst Prosafassungen erstellt haben, die er später in willkürlicher Reihenfolge in den Hexameter übertrug. In öffentlichen Vorlesungen trug Vergil einzelne Ausschnitte vor und beobachtete die Wirkung auf das Publikum. Er versuchte, sehr detailgenau zu schreiben, und stellte hohe Ansprüche an sein Schaffen. Daher verfügte er auch, dass bei seinem Tod das unvollendete Werk vernichtet werden sollte. Als er jedoch starb, ohne die Aeneis vollenden zu können, befahl Augustus den Nachlassverwaltern, Varius und Plotius Tucca, Vergils Wunsch nach Vernichtung zu missachten und die Aeneis so wenig bearbeitet wie möglich zu veröffentlichen. So sind in dem Werk zahlreiche Halbverse stehen geblieben; das tatsächliche Ausmaß der Überarbeitung der Aeneis durch Vergils Dichterkollegen ist jedoch schwer zu bestimmen und in der Forschung umstritten.

## Kontroversen um dieAeneis

### Aeneas und Dido
Die Rezeptionsgeschichte hat gezeigt, dass sich die Geschichte um Aeneas und Dido auf zwei völlig entgegengesetzte Weisen lesen lässt:
- Als Konflikt zwischen Pflicht und Neigung. Dabei verzichtet der Held selbstlos auf persönliches Glück im Dienst der höheren Sache und auf Geheiß des obersten Gottes, nämlich in der Verpflichtung seinem Sohn Ascanius gegenüber, der einst in Italien herrschen soll,
- oder als Konflikt zwischen wahrhaftiger Liebe und gefühlsverachtender männlicher Kälte.

Der Autor selbst lässt keinen Zweifel, wohin er den Leser lenken will, nämlich auf den Konflikt zwischen Pflicht und Neigung: Bei aller Sympathie für Didos Leiden ist ihre Liebe unerlaubt, culpa; Aeneas begeht einen Fehler, als er sich auf die Affäre einlässt, zögert dann aber nicht, seinen eigenen Gefühlen zum Trotz, sich dem Willen der Götter zu fügen. Didos Tränen können seinen Trennungsentschluss nicht ändern: mens immota manet, lacrimae volvuntur inanes. („Seine Haltung bleibt unbewegt, die Tränen fließen eitel.“) Hierzu muss angemerkt werden, dass es umstritten ist, ob in diesem Vers die Tränen Didos oder nicht vielmehr diejenigen des Aeneas gemeint sind, so etwa der Vergil-Spezialist Nicholas Horsfall. Die zweite Deutungsweise als Konflikt zwischen Liebe und Gefühlskälte findet sich zuerst in Ovids Heroides.

### Aeneas und Turnus
Die Aeneis endet abrupt, indem Aeneas den wehrlosen Turnus tötet. Viele Leser hat dieses Ende nicht befriedigt. Schon der Kirchenvater Lactantius (ca. 250–320) befand, einen christlichen pietas-Begriff, d. h. Frömmigkeit, ansetzend, Aeneas erweise sich hier als impius, also gottlos. Wie verträgt sich Aeneas’ Verhalten mit der Bestimmung der Römer, wie sie im sechsten Buch formuliert wird: parcere subiectis et debellare superbos (Unterworfene zu schonen und die Überheblichen niederzuringen)? Hier scheint der Standpunkt des allwissenden Erzählers recht deutlich: Entscheidend ist, dass, als Aeneas schon Gnade gewähren will, sein Blick auf das Wehrgehänge (den Schwertgürtel) des Pallas fällt. Der Kampf des Turnus gegen Pallas war unfair. Turnus hätte das Kampfangebot eines offensichtlich unterlegenen Jugendlichen nicht annehmen dürfen. Turnus nahm das Kampfangebot dennoch an und verhöhnte dann auch noch die Leiche und raubte ihr die Ausrüstung. Dies zeigt, wie vieles andere, Turnus zwar nicht als Erzschurken, aber doch als Verkörperung des furor impius, des pflichtvergessenen Nachgebens gegenüber niederen Instinkten. Turnus ist eine Gestalt, die dem homerischen Achilleus nachempfunden ist, unbeherrscht und grenzenlos in seinen Leidenschaften, bewusst als Kontrastfigur zum „neuen Helden“ Aeneas geschaffen. Die Rache, die Aeneas Euandros für seinen Sohn gelobt hat, ist eine Verpflichtung. Im Hintergrund ist wohl auch die Stilisierung des Augustus als Rächer der Mörder des Gaius Iulius Caesar spürbar. Diese wurde im 2 v. Chr. fertiggestellten Mars-Ultor-Tempel (für den rächenden Kriegsgott) von Kaiser Augustus offenbar. Es befremdet dennoch, dass Aeneas die Rachetat furiis accensus et ira (von Raserei und Zorn entflammt) ausführt.

### Götter, Menschen und das Schicksal
Götter sind in der Aeneis allgegenwärtig und greifen in das irdische Geschehen direkt ein. Dennoch sind die Menschen nicht ihre Spielbälle. Die Götter machen sich vielmehr nur deren innere Dispositionen zu Nutze und helfen, wie bei der Höhlenhochzeit, mit Naturereignissen nach. In einem anderen Sinne verkörpern die Götter die fortuna, das ziellose Schicksal, das mal den einen, mal den anderen bevorteilt. Über ihnen aber steht Jupiter, der Vater der Götter und Menschen, der eine andere Form von Schicksal vertritt: nämlich das fatum (Schicksal/Götterspruch, Plural fata), die Teleologie der Geschichte, der sich letztlich jede fortuna beugen muss. Bis sich dieses Schicksal erfüllt, folgen die übrigen Götter, wie die Menschen auch, ihren persönlichen, gefühlsbestimmten Interessen, mal in Einklang mit den fata, mal gegen die fata. So ist Venus von mütterlicher Sorge um ihren Sohn Aeneas geleitet, bringt ihn damit aber unter Umständen auch in große Schwierigkeiten, wie sich in der Dido-Geschichte zeigt. Junos Handlungsmotiv ist der Zorn über erlittene Schmach, die sie nicht aus ihrem Denken tilgen kann. Vergil versucht zu zeigen, dass Aeneas bestrebt ist, sein eigenes Schicksal dem fatum unterzuordnen. Dies ist für ihn oft mit schweren Opfern verbunden (zum Beispiel dem Verlust seiner Frau Krëusa beim Auszug aus Troja) und er muss ermahnt werden, dem Weg zu folgen – oftmals durch Ausblicke auf die blühende Zukunft Roms. Indem Aeneas sich aber dem Willen der Götter beugt, wird die Gründung Roms, die in der Aeneis als das Ziel der Geschichte erscheint, als Tat von tiefer pietas dargestellt. Diese Pflichterfüllung wird besonders deutlich, als Aeneas Dido verlässt: Italiam non sponte sequor (IV 361) („Eigener Trieb führt nicht nach Italien mich“, Übers. Hertzberg).

### Die Bestimmung Roms, Aeneas und Augustus
Die Glorifizierung des imperialen Roms und seines Herrschers Augustus, auf den als Endziel alle Geschichte hinausläuft, ist für den modernen Leser wohl der problematischste Aspekt der Aeneis. Gleich zu Beginn wird deutlich, dass die Gründung Roms das entfernte Ziel der Aeneis ist: tantae molis erat Romanam condere gentem (I 33). An mehreren Textstellen erscheint Augustus als die Vollendung dieser Entwicklung. Dementsprechend gibt es viele Andeutungen, die einen Bezug zwischen Aeneas und Augustus herstellen. Allerdings muss man die Aeneis aus ihrer Zeit und den Umständen ihrer Entstehung sehen. Nach einem Jahrhundert blutiger Bürgerkriege sahen viele Römer in Augustus einen Heilsbringer. Augustus forderte von Vergil unverhohlen eine Augusteis, ein Ruhmgedicht auf den Herrscher. Vergils Antwort war die Aeneis. In ihr wird der Herrscher in einen Schicksalsplan eingebettet und damit in die Pflicht genommen; Pflicht, pietas, ist ja das Leitmotiv der Aeneis. Augustus muss sich seines Ahnen (als Adoptivsohn Caesars ist Augustus Nachfahre des Iulus, auf den sich die Familie der Julier zurückführt) würdig erweisen. Gleiches gilt analog für das Römische Reich: Seine Macht wird über seinen Auftrag definiert; nicht blanke Eroberung ist das Ziel, sondern Gesetze zu stiften und der Welt den Frieden zu bringen (vgl. VI 851).
Vor dem Hintergrund der augusteischen Restaurationspolitik bedeutet die Betonung der pietas, die Erinnerung an die Sendung Roms, die Beschwörung der römischen Tugenden und die Ablehnung des Bürgerkrieges eine aktive Unterstützung der augusteischen Reformen. Auf diese Weise wird es zu einem Neuanfang kommen und das Goldene Zeitalter wiederkehren. In Augustus werden die Eigenschaften einiger herausragender Personen der frühen römischen Geschichte vereinigt: So erscheint er in der Heldenschau (VI 752–853) als eine Synthese zwischen Romulus als dem Stadtgründer und Numa, der Rom durch Religion und Recht „neu“ gegründet hat. Die oben angesprochenen Ansprüche Vergils an sein Werk werden hier besonders deutlich: Die Anzahl der Verse, die Augustus beschreiben, entspricht der Summe der Romulus und Numa gewidmeten.
Es darf nicht unerwähnt bleiben, dass sich Augustus der Bedeutung der Aeneis für seine Politik bewusst war. Auf einer Volksversammlung soll er beim Anblick von Männern, die nicht die klassische Toga trugen, einen Vers der Aeneis zitiert haben: en Romanos, rerum dominos gentemque togatam! (I 282) („Siehe! Die Römer, die Beherrscher der Welt, das togatragende Geschlecht.“) Anschließend sorgte er dafür, dass man sich nur in der klassischen Tracht auf dem Forum aufhalten durfte.

### Two-voices-Theorie
Eine amerikanische Forschungsrichtung seit den 1960er Jahren, bekannt als die Harvard School, vertritt die sogenannte Two-voices-Theorie. Nach dieser Auffassung würde Vergil einerseits vordergründig die augusteische Ideologie verherrlichen (public voice), andererseits auf eine subtile Art und Weise auch Kritik an Augustus üben (private voice). Ausgangspunkt dieser Theorie ist wiederum das Ende der Aeneis, wo sich Aeneas (wie ganz ähnlich schon bei Laktanz, s. o.) als moralischer Verlierer erweise.

## Wirkungsgeschichte

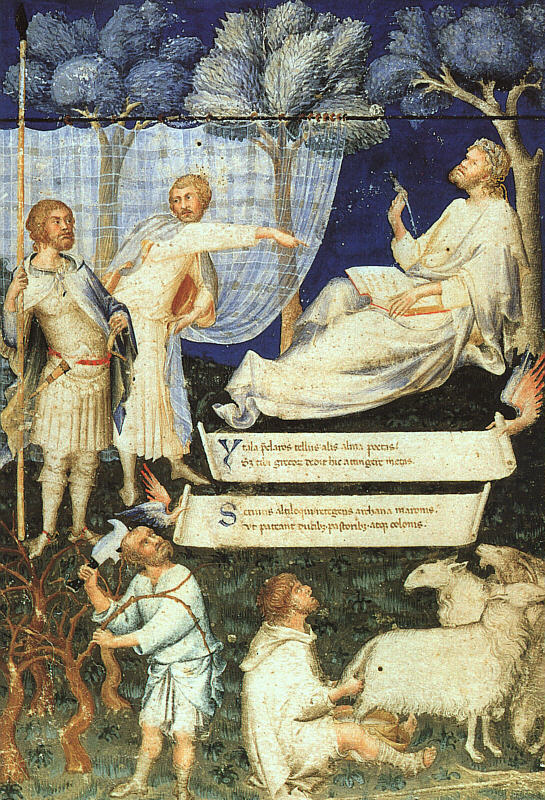
Vergil (oben rechts) mit dem Kommentator Maurus Servius Honoratus und drei Figuren, welche die Werke Aeneis (oben links), Bucolica und Georgica darstellen. Buchmalerei von Simone Martini in der für Francesco Petrarca angefertigten Handschrift Mailand, Biblioteca Ambrosiana, Ms. S.P. 10/27 (= A 49 inf.), fol. 1v, um 1340

Auch unvollendet wurde die Aeneis gleich als Meisterwerk erkannt. Sie wurde schon kurz nach ihrer Veröffentlichung zur Schullektüre, wobei sie das Epos des Ennius als Klassiker völlig verdrängte. Auf diese Weise war sie äußerst einflussreich für die weitere antike und christlich-antike Literatur. Es gab sogar Übersetzungen ins Griechische. Lucans Pharsalia war ein Gegenentwurf zur Aeneis, ohne freilich je deren Bedeutung zu erreichen. Bis in die Spätantike galt Vergils Werk als vorbildlich; so orientierte sich noch Gorippus an seiner Epik. Um 400 wurde vom so genannten Symmachuskreis eine illustrierte Ausgabe von Vergils Werken erstellt, die sich heute im Vatikan befindet (Cod. Vat. lat. 3225; Vergilius Vaticanus).
Die Handschriftentradition der Aeneis wurde bruchlos ins Mittelalter geführt. Im Mittelalter galt Vergil als „der Dichter“. Ein wichtiges Werk der altfranzösischen Literatur ist der auf der Aeneis basierende Roman d’Énéas. Dessen Übertragung wiederum durch Heinrich von Veldeke etwa 1183 markiert den Beginn der höfischen deutschen Literatur in der Volkssprache. Am Beginn der Renaissance entwarf Dante Alighieri seine Göttliche Komödie auf der Folie des sechsten Buches der Aeneis. Die Dido-Geschichte findet sich bei Giovanni Boccaccio („Amorosa Visione“) und bei Francesco Petrarca, in der mittelenglischen Literatur bei Geoffrey Chaucer („Legend of Good Women“, „House of Fame“). Es gab sogar Versuche, das Ende der Aeneis durch ein dreizehntes Buch abzurunden. Daneben erschienen mehr und mehr nationalsprachliche Übersetzungen der Aeneis, in Deutschland zuerst durch Thomas Murner im Jahr 1515, in Spanien durch Enrique de Villena (1427/28). In der deutschen Klassik und besonders in der Romantik hingegen sank das Ansehen der Aeneis, da man Vergil als Epigonen verstand und das „Originalgenie“ Homer bevorzugte. Erst im 20. Jahrhundert setzte neues Interesse an Vergils Epos ein.
Die Aeneis hat in der Neuzeit zahlreiche Bearbeitungen erfahren und auch viele Komponisten zu Vertonungen angeregt. Am bekanntesten sind die Oper La Didone (1641) von Francesco Cavalli, die erste eigenständige englische Oper Dido and Aeneas (1689) von Henry Purcell und die große heroische Oper Les Troyens (entstanden bis 1858) von Hector Berlioz. Ebenfalls der Geschichte von Dido und Aeneas widmen sich Joseph Martin Kraus’ Æneas i Carthago eller Dido och Æneas (1799) und Franz Danzis Melodram Dido (1811).
Der Wiener Schriftsteller Aloys Blumauer verfasste 1784 die sehr erfolgreiche und in viele europäische Sprachen übersetzte Satire Vergils Äneide: Abenteuer des frommen Helden Äneas und machte sich darin über die moderne Bildung lustig. Das Buch blieb in Bayern und Österreich viele Jahre verboten.
Der österreichische Schriftsteller Hermann Broch nahm die Entstehungsgeschichte der Aeneis, genauer genommen den Wunsch Vergils, dass man das Werk vernichte, sollte es bei seinem Tode unvollendet bleiben, als Grundlage für seinen Roman Der Tod des Vergil.
Der Schriftsteller Toni Bernhart dramatisierte 2016 die Aeneis für das 5. Freie Theaterfestival Innsbruck.
Zwei Werke aus der Serie der italienischen Sandalenfilme der 60er Jahre greifen auf die Aeneis zurück. In beiden spielt Ex-Mr.-Universum Steve Reeves den Aeneas: Der Kampf um Troja (1961) erzählt vom Trojanischen Krieg ab dem Tod Hektors und vom Untergang der Stadt aus der Perspektive des Aeneas, der hier zum Haupthelden der Trojaner und Gegenspieler des Achilleus wird. Äneas, Held von Troja (1962) erzählt, trotz seines Titels, von den Ereignissen in Latium (und nur von diesen; die Reise von Troja nach Latium und die Begegnung mit Dido fehlen zur Gänze). Beide Filme unterscheiden sich merklich von den literarischen Vorlagen, nicht zuletzt durch das beinahe gänzliche Fehlen einer bei Vergil und Homer stark ausgeprägten Götterhandlung.
Für das Fernsehen wurde Die Äneis 1970 von Franco Rossi verfilmt. Die deutsche Erstausstrahlung des Vierteilers begann am 5. November 1972.

## Spätantike Manuskripte mit Illustrationen
- Vergilius Vaticanus: Um 400 entstandenes Manuskript mit 41 erhaltenen Illustrationen zur Aeneis.
- Vergilius Romanus: Manuskript des 5./6. Jahrhunderts mit 10 erhaltenen Illustrationen zur Aeneis.

## Textausgaben und Übersetzungen
- Roger A. B. Mynors (Hrsg.): P. Vergili Maronis Opera. Clarendon Press, Oxford 1969 und Nachdrucke, ISBN 0-19-814653-1 (Oxford Classical Texts).
- Gian Biagio Conte (Hrsg.): P. Vergilius Maro. Aeneis. de Gruyter, 2., überarb. Aufl., Berlin-New York 2019, ISBN 978-3-11-064737-2 (Bibliotheca Teubneriana).
- Edith und Gerhard Binder (Hrsg./Übers.): P. Vergilius Maro. Aeneis. Lateinisch/Deutsch. 6 Bände. Reclam, Stuttgart 1994–2005. Auch Ausgabe in einem Band. Reclam, Stuttgart 2008, ISBN 978-3-15-010668-6.
- Volker Ebersbach (Übers.): Aeneis. Prosaübertragung. 4. Auflage. Reclam, Leipzig 2001, ISBN 3-379-00138-4.
- Johannes Götte (Hrsg./Übers.): Aeneis. Lateinisch-deutsch. 10. Auflage. Artemis & Winkler, Düsseldorf, Zürich 2002, ISBN 3-7608-1648-7 (Sammlung Tusculum).
- Johannes Götte (Übers.) und Manfred Lemmer (Hrsg.): Vergil. Aeneis. Mit 136 Holzschnitten der Straßburger Ausgabe 1502. Heimeran Verlag, München 1979, ISBN 3-7765-2185-6.
- Niklas Holzberg (Hrsg./Übers.): Vergil: Aeneis. Lateinisch-deutsch. de Gruyter, Berlin/Boston 2015, ISBN 978-3-11-040879-9 (Sammlung Tusculum).
- Gerhard Fink (Hrsg./Übers.): Aeneis. Artemis & Winkler, Düsseldorf und Zürich 2007, ISBN 978-3-538-03101-2 (Sammlung Tusculum).
- Wilhelm Plankl unter Mitwirkung von Karl Vretska (Übers.): P. Vergilius Maro. Aeneis. Epos in zwölf Gesängen. Reclam, Stuttgart 1959 und Nachdrucke, ISBN 3-15-000221-4 (Reclams Universal-Bibliothek, 221–224).
- Wilhelm Hertzberg (Übers.): Aeneis bzw. Die Aeneide (= Die Gedichte des P. Virgilius Maro, im Versmaß der Urschrift übersetzt, Bd. 2). Stuttgart, Metzler 1859 (Digitalisat bei Google Books)
- August Vezin (Übers.): Aeneis. Lateinisch und deutsch. Aschendorff, Münster 1952; 7. Auflage 2006, ISBN 978-3-402-02618-2.
- Johann Heinrich Voß Äneïs. Übersetzt [in deutsche Metren]. In: Publius Vergilius Maro. Werke. Band 2–3. Braunschweig, Vieweg 1799 (3. Ausgabe 1822: Band 2 archive.org, Band 3 archive.org).

## Kommentare

### Gesamtkommentare
- Gerhard Binder: P. Vergilius Maro: Aeneis. Ein Kommentar – Band 1: Einleitung, Zentrale Themen, Literatur, Indices. Wissenschaftlicher Verlag Trier 2019, ISBN 978-3-86821-784-1.
- Gerhard Binder: P. Vergilius Maro: Aeneis. Ein Kommentar – Band 2: Kommentar zu Aeneis 1–6. Wissenschaftlicher Verlag Trier, 2019, ISBN 978-3-86821-785-8.
- Gerhard Binder: P. Vergilius Maro: Aeneis. Ein Kommentar – Band 3: Kommentar zu Aeneis 7–12. Wissenschaftlicher Verlag Trier, 2019, ISBN 978-3-86821-786-5.
- Christopher Tanfield: A companion to the Aeneid in translation. 3 Bände. Bloomsbury Academic, London 2025, ISBN 978-1-350-49948-5.

### Kommentare zu den einzelnen Bänden
- Eduard Norden: P. Vergilius Maro, Aeneis Buch VI. B. G. Teubner ³1927 (= Neudruck 1995).
- Nicholas Horsfall: Virgil, Aeneid 7: a commentary. Brill 2000. Virgil, Aeneid 11 : a commentary. Brill 2003. Virgil, Aeneid 3: a commentary. Brill 2006. Virgil, Aeneid 2: a commentary. Brill 2008. Virgil, Aeneid 6: a commentary. De Gruyter 2013.
- Sergio Casali: Virgilio, Eneide 2 (= Syllabus, Band 1). Edizioni della Normale, Pisa 2017, ISBN 978-88-7642-572-1.
- Lee M. Fratantuono und R. Alden Smith: Virgil, Aeneid 5: text, translation and commentary. Brill 2015. Aeneid 8. Brill 2018. Aeneid 4. Brill 2022. Diese Werkreihe hat eine kritische Rezeption erfahren. Siehe dazu die Rezensionen: zu lib. 5, Nicholas Horsfall, Scripta Classica Israelica 35 (2016), 143-6; zu lib. 8, Richard Tarrant, Exemplaria Classica 23 (2019); zu lib. 4, Scott McGill, Classical Review 73/2 (2023), 519–521.

## Audiobeispiele
- Rezitation von Wilfried Stroh (Vergil, Aeneis Buch IV)